# 福村利明
福村 利明（ふくむら としあき、1905年（明治38年）10月2日 - 1944年（昭和19年）5月15日）は、日本の海軍軍人。海兵54期卒。戦死による二階級特進で、最終階級は海軍少将。

## 経歴
熊本県出身。1905年（明治38年）10月2日、福村卯吉の二男として生まれる。中学済々黌の出身で、林正義は同級生であった。のち林とともに王師会の結成に加わる。1926年（大正15年）3月、海軍兵学校（54期）卒業。1927年（昭和2年）10月、海軍少尉に任官。1929年（昭和4年）11月、海軍中尉に昇進し第一遣外艦隊司令部付となる。
1930年（昭和5年）4月、霧島乗組となり、出雲乗組、第5駆逐隊付、波風乗組、第3艦隊司令部付、常磐乗組、安宅乗組を歴任。1932年（昭和7年）12月、海軍大尉に進級し運用術練習艦航海学生となる。
1933年（昭和8年）5月、伊号第62潜水艦乗組となり、伊号第71潜水艦、伊号第69潜水艦、伊号第1潜水艦、野島の各航海長などを経て、1938年（昭和13年）6月、駒橋分隊長に就任。同年11月、海軍少佐に進級。1938年（昭和13年）6月、呂号第34潜水艦乗組となり、第3潜水戦隊参謀を経て、1941年（昭和16年）4月、第6艦隊参謀に就任し太平洋戦争を迎えた。
1942年（昭和17年）11月、伊号第159潜水艦長に転じ、1943年（昭和18年）2月、伊号第27潜水艦長に異動。同年11月、海軍中佐に進級。インド洋などで通商破壊任務を遂行した。1944年（昭和19年）5月15日、インド洋で戦死し、二階級特進で海軍少将に任ぜられた。通商破壊任務だけで二階級特進したのは福村のみである。